# بسيمة (اسم)
بسيمة هو اسم علم مؤنث من أصل عربي، ومعناه هو المهر المفطوم إذا بلغ العام.

## شخصيات تحمل الاسم
- بسيمة الحقاوي (سياسية مغربية، 5 أكتوبر 1960 – )

## وصلات خارجية
- موسوعة السلطان قابوس لأسماء العرب